# Serp marina de Dubois
La serp marina de Dubois (Aipysurus duboisii), també coneguda comunament com la serp de mar dels escull de poca profunditat, és una espècie de serp extremadament verinosa de la subfamília Hydrophiinae de la família Elapidae. La seva distribució geogràfica inclou Papua Nova Guinea, Nova Caledònia i les zones costaneres del nord, l'est i l'oest d'Austràlia, és a dir, el mar del Coral, el mar d'Arafura, el mar de Timor i l'oceà Índic. Viu a profunditats de fins a 80 metres en planes d'esculls de corall, sediments sorrencs i llimosos que contenen algues, invertebrats i coralls o esponges de mar que poden servir de refugi. Depreda morenes i diversos peixos que viuen al fons marí, de fins a 110 cm de mida. És vivípar, dona a llum cries vives en lloc de posar ous. Mostra una agressivitat mitjana, és a dir, mossegarà si es provoca, però no de manera espontània. Els ullals fan 1,8 mm de llarg, que són relativament curts per a una serp, i el rendiment de verí és de 0,43 mg. És una espècie crepuscular, el que significa que és més activa a l'alba i al capvespre.
És la serp marina més verinosa i una de les tres serps més verinoses del món.

## Etimologia
El nom específic, duboisii, és en honor al naturalista belga Charles Frédéric Dubois.

## Descripció
Els exemplars adults creixen fins a 148 cm, però normalment fan al voltant dels 80 cm. El cap és una mica més ample que el coll amb orificis nasals a la part superior. Els ulls estan separats de les escames supralabials per una fila d'escames circumorbitals grans. Les escates dorsals solen ser llises, però de vegades tenen una petita quilla o petits poms. Els seus colors i els patrons corporal varien significativament d'un individu a un altre. La cua és relativament llarga; la barbeta i la gola tenen un color més clar que la resta del cos.

## Verí
La toxicitat aguda del verí de serp es prova convencionalment en animals de laboratori i s'avalua en funció de la dosi letal mitjana (DL50), és a dir, la dosi necessària per matar la meitat dels membres d'una població provada dividida pel pes de l'animal provat. La LD50 depèn de l'animal. Els conills són aproximadament el doble de sensibles al verí de la serp marina que els ratolins, i els peixos i les granotes són encara més susceptibles. La DL50 per a la injecció subcutània de verí en ratolins és de 0,044 mg/kg de pes corporal. Això fa que sigui la serp marina més verinosa provada i la tercera serp més verinosa en general, per darrere del taipan ferotge (LD50=0,025 mg/kg) i la serp bruna oriental (LD50=0.036 mg/kg).